# Lower Yosemite Fall Trail
Le Lower Yosemite Fall Trail est un sentier de randonnée américain situé dans la partie du parc national de Yosemite qui relève du comté de Mariposa, en Californie. Il permet d'accéder au Yosemite Creek Footbridge, un pont sur la Yosemite Creek où existe un point de vue panoramique sur les chutes de Yosemite. C'est une propriété contributrice au district historique dit « Yosemite Valley », lequel est inscrit au Registre national des lieux historiques depuis le 14 décembre 2006.